# دکتر پزشکی استیوپاتی
دکتر پزشکی استیوپاتی (به اختصار DO) مدرک دکترای تخصصی برای پزشکان و جراحانی است که توسط برخی از دانشگاه‌های پزشکی در ایالات متحده آمریکا ارائه می‌گردد. فارغ التحصیلان پس از گذراندن آزمون جواز پزشکی آمریکا (بورد) از تمامی حقوق، امتیازات و وظایفی که پزشکان آلوپاتیک (به اختصار MD) دارا هستند، برخوردار می‌باشند. پزشکان استییوپاتی دارای اجازه کامل طبابت و جراحی در بیش از ۶۵ کشور جهان از جمله ایران و هر ۵۰ ایالت آمریکا می‌باشند. در آمریکا، پزشکان DO هفت درصد کل پزشکان را تشکیل می‌دهند. در سال ۲۰۱۵ میلادی، بیش از ۹۶۰۰۰ پزشک DO در آمریکا مشغول طبابت بوده‌اند.

## تاریخچه

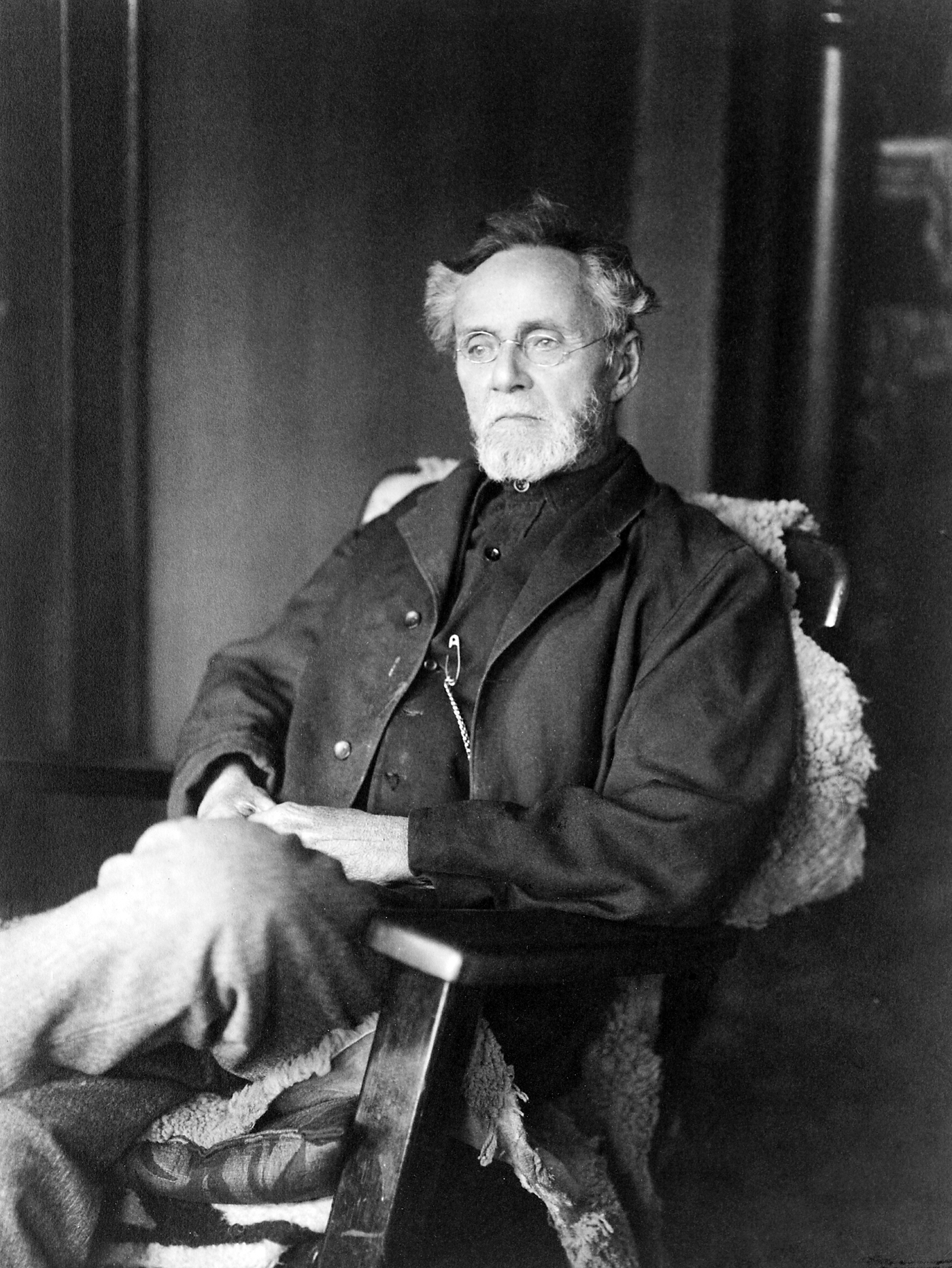
دکتر اندرو تیلور استیل بنیانگذار پزشکی استیوپاتی

طبابت استیوپاتی در سال ۱۸۴۷در آمریکا آغاز شد. واژهٔ «استیوپاتی» (osteopathy) یا استخوان درمانی نخستین بار توسط پزشک و جراح سرشناس آمریکایی اندرو استیل (به انگلیسی Andrew Taylor Still, MD, DO) استفاده شد. وی مدرسه پزشکی جدید خود را استیوپاتی نامید و باور داشت که «استخوان—به لاتین استیون (osteon)—نقطه شروعی بود که وی می‌توانست عامل دقیق فرایند بیماری را شناسایی کند.» استیل در سال ۱۸۹۲ مدرسه آمریکایی آستیوپاتی (American School of Osteopathy) را بنیان‌گذاری نمود که امروزه به نام دانشگاه A.T. Still University of Health Sciences در شهر کرکسویل ایالت میزوی آمریکا قرار دارد. در آن زمان ایالت میزوری مدرک MD پزشکی را ارائه می‌داد اما استیل که از محدودیت‌های پزشکی سنتی خرسند نبود، عنوان جدید DO را برای فارغ التحصیلان دانشگاهش انتخاب کرد.
پزشکی استیوپاتی به مرور تکامل یافته و به دو شاخه تقسیم شد: دسته اول استیوپات‌های غیر پزشکی هستند که در خارج از آمریکا آموزش دیده‌اند و فقط به امر دستکاری‌های ماهیچه-اسکلتی می‌پردازند (که بیشتر در کشورهای غرب اروپا به خصوص انگلستان آموزش دیده‌اند) این گروه شبیه کایروپراکترها در آمریکا هستند. دسته دوم پزشکان مدارس پزشکی استیوپاتیک آمریکا هستند که برای تمامی جوانب پزشکی مدرن به همراه روش‌های استیوپاتی آموزش دیده‌اند. در آمریکا دسته دوم پزشکان استیوپاتیک که دارای مدرک DO می‌باشند تمامی حقوق، امتیازات، و وظایف پزشکان آلوپاتیک (MD) را برخوردار می‌باشند. پزشکان استیوپاتیک با دسته اول استیوپات‌های غیر پزشک (مدارک خارج از آمریکا) بسیار متفاوتند و از این رو آن دو حرفه‌هایی کاملاً متفاوت تلقی می‌گردند.

## آموزش
برنامه آموزش مدارس پزشکی استیوپاتیک (DO) در آمریکا تقریباً با مدارس پزشکی آلوپاتیک (MD) یکسان است. دانشجویان پس از اخذ مدرک کارشناسی در رشته‌های مربوطه و گذراندان کلاس‌های پیش نیاز، آزمون ورودی به مدرسه پزشکی را پشت سر می‌گذارند. سپس دانشجویان می‌توانند با در دست داشتن مدارک کارشناسی و نمرهٔ آزمون ورودی، برای پذیرش در مدارس پزشکی استیوپاتیک (DO)، آلوپاتیک (MD) یا هر دو اقدام کنند. پس از پذیرش در مدرسه استیوپاتیک، دانشجویان دورهٔ چهار ساله را پشت سر می‌گذارند. این دوره به دو سال دورهٔ تئوری و دو سال دورهٔ کلینیکی تقسیم می‌شود. دورهٔ تئوری یا پیش-کلینیکی بر روی آموزش علوم بیوپزشکی و کلینیکی تمرکز دارد و دو سال اول دانشگاه را شامل می‌شود. دورهٔ کلینیکی که سال سوم و چهارم را شامل می‌شود، شامل آموزش‌های اصلی کلینیکی و پیش تخصصی (sub-internship) در تخصص‌های کلینیکی می‌باشد. جهت اتمام دوره، دانشجویان می‌بایست در تخصص‌های کلینیکی اصلی که شامل داخلی، زنان و زایمان، اطفال، عمومی، جراحی، روان پزشکی، پزشکی اورژانس، رادیولوژی، پزشکی پیشگیری، و بهداشت عمومی می‌باشد آموزش ببینند.
مدارس DO علاوه بر آموزش پزشکی استاندارد، ملزم به آموزش بین ۳۰۰ تا ۵۰۰ ساعت آموزش در زمینهٔ روش‌های عملی پزشکی دستی و دستکاری‌های سیستم ماهیچه-اسکلتی می‌باشند که به آن طب دستکاری استیوپاتی (با انگلیسی Osteopathic Manupulative Medicine یا به اختصار OMM) می‌گویند. این آموزش‌ها صرفاً ویژهٔ پزشکان استیوپاتی (DO) می‌باشد و در برنامهٔ تحصیلی پزشکان آلوپاتیک (MD) وجود ندارد.
تفاوت دیگر پزشکان استیوپاتیک با آلوپاتیک در فلسفه ی طبابت آنهاست. پزشکی آستیوپاتی بر مبنای ۴ اصل زیر استوار است:
1. بدن یک واحد است؛ شخص یک واحد یکپارچه از بدن، ذهن، و روح می‌باشد
2. بدن توانایی خودتنظیمی، خود-درمانی، و نگاهبانی از سلامتی را دارا می‌باشد
3. ساختار و کارکرد متقابلاً به هم وابسته‌اند (ساختار کارکرد را توجیه و کارکرد ساختار آن عضو را توجیه می‌کند)
4. درمان منطقی بر پایهٔ درک کامل از اصول پایه یکپارچگی بدن، خود-تنظیمی، و ارتباط متقابل بین ساختار اعضای بدن با کارکرد آنان است.

در نتیجه، با توجه به اصول بالا پزشکان استیوپایتک به دنبال یافتن عامل ایجاد ناخوشی در سیستم سوماتیک (somatic dysfunction) هستند و معتقدند که با حذف عامل ایجاد ناخوشی (که با تغییر ساختاری باعث تغییر کارکرد بدن یا بالعکس شده) بدن توانایی درمان خود و همچنین بازگشت به حالت طبیعی (homeostasis) را دارا می‌باشد. در نتیجه این پزشکان به دنبال کشف ریشه بیماری و نه به تنهایی حذف علایم بیماری با تجویز مکرر دارو یا جراحی زود هنگام هستند. همچنین با روش‌های دستکاری OMM این پزشکان قادر به درمان بسیاری از مشکلات رایج از قبیل دردهای استخوانی، ماهیچهای، میگرنی، و تورمی بدون نیاز به جراحی و دارو می‌باشند. البته، پزشکان استیوپاتیک می‌توانند در صورت نیاز و تشخیص از دارو یا جراحی برای درمان بیمارانشان استفاده کنند.